# Sergio Witz
Sergio Witz era un poeta mexicano nacido en 1962 en el estado de Campeche cuya trayectoria literaria ha sido reconocida por el Fondo Nacional para la Cultura y las artes (una agencia mexicana que promueve las artes y la cultura becando a talentos promisorios). Sergio Witz es conocido en su tierra natal (profesor de literatura y padre de tres niñas) por ser ganador de varios premios de poesía tales como el Certamen de Poesía Tabasco 1994. Es autor de obras tales como "Hierba ardiente", "Ciudad de paso" y "Mi odio por los barcos". 
En 2001 publicó en la revista "Criterios", un poema breve bajo el título "La patria Entre mierda" ("La Patria entre la Mierda"), en la que expresó el deseo de utilizar la bandera de México como papel higiénico. Debido a esto, una asociación civil en 2002 a través del procurador general, presentó cargos federales en su contra por "insultar a los símbolos nacionales" Acta de sesión pública del juicio de Witz
Esta denuncia fue presentada en virtud de que el uso indebido de los símbolos nacionales, es considerado un delito grave, estipulado por el Libro Segundo, Título Sexto, "Delitos Contra La Autoridad" Capítulo V, bajo el delito de "Ultraje A Las Insignias Nacionales" en los artículos 191 y 192 del Código Penal Federal, un delito que se puede castigar desde costosas multas hasta varios años de prisión.
Una presentación de amparo que interpuso ante el Tribunal Supremo fue desestimado el 5 de octubre de 2005, que permite el enjuiciamiento de proceder. El 7 de mayo de 2008, un tribunal federal en Campeche lo declaró culpable y, haciendo caso omiso de la petición del fiscal de que una pena de prisión se impondrá, le ordenó pagar una multa de $ 50,000 pesos mexicanos. 
Resulta interesante conocer el voto particular del Ministro José Ramón Cossío Díaz, que reconoció el derecho fundamental del poeta y en general de los individuos a manifestar libremente sus opiniones en materia política. 
El poeta Sergio Witz, falleció en la ciudad de San Francisco de Campeche el 15 de enero de 2022.